# Leptoplax
Leptoplax is een geslacht van keverslakken uit de familie van de Acanthochitonidae.

## Soorten
- Leptoplax coarctata (Sowerby, 1841)
- Leptoplax curvisetosa (Leloup, 1960)
- Leptoplax doederleini (Thiele, 1909)
- Leptoplax rubromaculata (Nierstrasz, 1905)
- Leptoplax unica (Nierstrasz, 1905)
- Leptoplax varia Nierstrasz, 1905
- Leptoplax verconis (Torr & Ashby, 1898)
- Leptoplax wilsoni (Sykes, 1896)